# ドイチェ・フースバルマイスターシャフト1949-1950
ドイチェ・フースバルマイスターシャフト 1949-1950 はドイツサッカー協会によって開催された第41回目のクラブチーム全国大会である。VfBシュトゥットガルトが初優勝し、1回目のドイチャー・フースバルマイスターの座に就いた。

## 概要
戦後初めて、ドイチェ・マイスターシャフト本大会出場枠は8クラブから16クラブに拡大した。その理由は、ドイツ民主共和国のクラブを参加させようとした事にある。
実際、1950年5月にはDFBと東ドイツスポーツ委員会との間で、DMの大会形式に関する話し合いが持たれていた。日刊新聞ベルリナー・ツァイトゥングは、「DDRマイスターシャフト1949-1950終了後、ホルヒ・ツヴィカウ、タバク・ドレスデン、ワゴンバウ・デッサウが共和国を代表してドイチェ・マイスターシャフトに出場するだろう」と報じた。タバク・ドレスデンは、解散したSGドレスデン＝フリードリヒシュタットの代理であった。結局合意に至らなかったが、その理由や経緯については双方主張が食い違っていて、詳しいところは不明である。
東ドイツスポーツ委員会はDFBに宛てた手紙で、両ドイツの選手が平等に競い合っていることをDMを通じて表現し、「統一ドイツ民主共和国」を達成したいという考えを伝えた。それはドイツ国家とスポーツの分断を企む勢力を一掃する、すべてのドイツ人による大きな統一国民戦線のことであり、東ドイツ人の考える「分断を企む勢力」とは、具体的には米国・イギリス・フランスの、西側連合国が名指しされていた。なお、東ドイツの出場枠は、西ドイツの地方協会と同等のものが予定されていた。
16クラブ制への拡大に伴い、ベルリナー・シュタットリーガ (まだ東西に分断されていない)からは1位テニス・ボルシア・ベルリン (西ベルリン)に加えて、2位ウニオン・オーバーシェーネバイデ (東ベルリン) にもDM出場権が与えられた。これは新たな問題の発端だった。
オーバーシェーネバイデは、準々決勝のハンブルガーSV戦が行われるキールへの渡航許可を得られなかったのだが、大半の選手は諦めずに自己責任で境界線を越え、1950年5月28日シュタディオン・ヴァルトヴィーゼでHSVに0-7と大敗した。その後1950年6月9日、この選手たちは西ベルリンで、分派のSCウニオン06ベルリンを結成した。その後ドイツ民主共和国 (東ドイツ)が樹立し、東ベルリンのクラブはシュタットリーガを脱退し、本家のウニオンオーバーシェーネバイデも東ドイツリーグに移籍した。

## 出場クラブ[1]
| ハンブルガーSV                   | → フースバル・オーバーリーガ1949-1950ノルト マイスター |
| FCザンクト・パウリ               | → オーバーリーガ・ノルト1949-1950準優勝                |
| VfLオスナブリュック              | → オーバーリーガ・ノルト1949-1950三位                  |
| ボルシア・ドルトムント           | → オーバーリーガ・ヴェスト1949-1950マイスター          |
| プロイセン・デルブリュック       | → オーバーリーガ・ヴェスト1949-1950準優勝              |
| ロート＝ヴァイス・エッセン       | → オーバーリーガ・ヴェスト1949-1950 三位               |
| STVホルスト＝エムシャー          | → オーバーリーガ・ヴェスト1949-1950 四位               |
| 1.FCカイザースラウテルン         | → オーバーリーガ・ズュートヴェスト1949-1950マイスター  |
| SSVロイトリンゲン05              | → オーバーリーガ・ズュートヴェスト1949-1950 準優勝     |
| TuSノイエンドルフ                | → オーバーリーガ・ズュートヴェスト1949-1950 三位       |
| SpVggフュルト                    | → オーバーリーガ・ズュート1949-1950マイスター          |
| VfBシュトゥットガルト            | → オーバーリーガ・ズュート1949-1950 準優勝             |
| キッカース・オッフェンバッハ     | → オーバーリーガ・ズュート1949-1950 三位               |
| VfRマンハイム                    | → オーバーリーガ・ズュート1949-1950 四位               |
| テニス・ボルシア・ベルリン       | → シュタットリーガ・ベルリン1949-1950マイスター        |
| ウニオン・オーバーシェーネバイデ | → シュタットリーガ・ベルリン準優勝                     |

## ラウンドオブ16
| 1950年5月21日 | 1.FCカイザースラウテルン | 2 – 2 延長 | ロート＝ヴァイス・エッセン        | カールスルーエ                                                               |  |
|               | F・ヴァルター 43分, 70分 |            | アブロマイト 20分 · テアマト 87分 | 競技場: ミュールブルガー・シュタディオン 観客数: 20,000 主審: Heuck (キール) |  |

| 1950年5月21日 | SpVggフュルト                       | 3 – 2 | STVホルスト=エムシャー         | ヴォルムス                                                                          |  |
|               | シャーデ 43分 · Hoffmann 62分, 85分 |       | クロット 17分 · Zielinski 29分 | 競技場: ヴォルマティア=シュタディオン 観客数: 25,000 主審: Rannersmann (ブレーメン) |  |

| 1950年5月21日 | プロイセン・デルブリュック | 1 – 0 延長 | SSVロイトリンゲン | コブレンツ                                                                        |  |
|               | Severin 113分              |            |                   | 競技場: シュタディオン・オーバーヴェルト 観客数: 20,000 主審: Szymalek (ベルリン) |  |

| 1950年5月21日 | ボルシア・ドルトムント | 1 – 3 | VfRマンハイム                               | グラートベック                                                                        |  |
|               | Kasperski 32分         |       | デ・ラ・フィーグネ 41分, 70分 · Löttke 64分 | 競技場: シュターディオン・グラートベック 観客数: 38,000 主審: Burmeister (ハンブルク) |  |

| 1950年5月21日 | VfBシュトゥットガルト              | 2 – 1 | VfLオスナブリュック | ケルン                                                                                            |  |
|               | Guhre 35分 (o.g.) · Baitinger 83分 |       | Vetter 5分          | 競技場: ミュンガースドルファー・シュタディオン 観客数: 25,000 主審: Rosenkranz (ゲルゼンキルヘン) |  |

| 1950年5月21日 | キッカース・オッフェンバッハ          | 3 – 1 | テニス・ボルシア・ベルリン | ミュンヘン                                     |  |
|               | カウフホルト 19分, 51分 · ブーツ 63分 |       | ハンス・ベアント 83分      | 観客数: 15,000 主審: Berndt (デュッセルドルフ) |  |

| 1950年5月21日 | FCザンクト・パウリ                          | 4 – 0 | TuSノイエンドルフ | ハノーファー                                                                                                   |  |
|               | Kruppa 22分, 85分 · Sump 54分 · ベック 80分 |       |                   | 競技場: シュタディオン・デア・ハウプトシュタット・ハノーファー 観客数: 15,000 主審: Ruhmann (レーゲンスブルク) |  |

| 1950年5月28日 | ハンブルガーSV                                                                   | 7 – 0 | SCウニオン06ベルリン | キール                                                                       |  |
|               | Woitkowiak 1分, 47分, 60分, 72分 · Rohrberg 18分 · アダムキエヴィチュ 29分, 31分 |       |                      | 競技場: VfBプラッツ 観客数: 12,000 主審: Fink (フランクフルト・アム・マイン) |  |

### 再試合
| 1950年5月29日 | 1.FCカイザースラウテルン                               | 3 – 2 延長 | ロート＝ヴァイス・エッセン  | ケルン                                                                                     |  |
|               | Baßler 55分 · F・ヴァルター 70分 · O・ヴァルター 116分 |            | Kleina 31分 · テアマト 36分 | 競技場: ミュンガースドルファー・シュタディオン 観客数: 45,000 主審: Gabriel (ハノーファー) |  |

## 準々決勝
| VfBシュトゥットガルト                                                            | 5 – 2 | 1.FCカイザースラウテルン |
| -------------------------------------------------------------------------------- | ----- | ------------------------ |
| シュリーエンツ 14分 · Bühler 42分 · Läpple 52分 · Blessing 75分 · Baitinger 78分 |       | O・ヴァルター 50分, 83分 |

| SpVggフュルト                   | 2 – 1 | FCザンクト・パウリ |
| ------------------------------- | ----- | ------------------ |
| Brenzke 36分 (pen.) · Nöth 45分 |       | Zimmermann 48分    |

| キッカース・オッフェンバッハ              | 3 – 2 | ハンブルガーSV                          |
| ----------------------------------------- | ----- | --------------------------------------- |
| ブーツ 61分 · Wirsching 81分 · Weber 88分 |       | アダムキエヴィチュ 4分 · Woitkowiak 6分 |

| プロイセン・デルブリュック | 2 – 1 | VfRマンハイム           |
| -------------------------- | ----- | ----------------------- |
| Severin 49分 · Drost 75分  |       | デ・ラ・フィーグネ 63分 |

## 準決勝
| VfBシュトゥットガルト                           | 4 – 1 | SpVggフュルト |
| ----------------------------------------------- | ----- | ------------- |
| Bühler 34分, 57分 · Blessing 39分 · Läpple 75分 |       | シャーデ 11分 |

| プロイセン・デルブリュック | 0 – 0 | キッカース・オッフェンバッハ |
| -------------------------- | ----- | ---------------------------- |
|                            |       |                              |

### 再試合
| プロイセン・デルブリュック | 0 – 3 | キッカース・オッフェンバッハ                            |
| -------------------------- | ----- | ------------------------------------------------------- |
|                            |       | カウフホルト 1分 · ハインリヒ・バース 73分 · Weber 74分 |

## 決勝
| VfBシュトゥットガルト         | 2 – 1 | キッカース・オッフェンバッハ |
| ----------------------------- | ----- | ---------------------------- |
| レプレ 17分 · ビューラー 27分 |       | ブーツ 47分                  |

| VfBシュトゥットガルト |  |                                     |
|                       |  |                                     |
|                       |  | オットー・シュミート (サッカー選手) |
|                       |  | ヨーゼフ・レードル                  |
|                       |  | リヒャート・シュタイムレ            |
|                       |  | エーリヒ・レッター                  |
|                       |  | エアヴィン・レップレ                |
|                       |  | ローバート・シュリーエンツ          |
|                       |  | エアンスト・オッターバッハ          |
|                       |  | カール・バルフカ                    |
|                       |  | オットー・バイティンガー            |
|                       |  | ヴァルター・ビューラー              |
|                       |  | ロルフ・ブレッシン                  |
| 監督:                 |  |                                     |
| ゲオーク・ヴアツァー  |  |                                     |

| キッカース・オッフェンバッハ |  |                                         |
|                              |  |                                         |
|                              |  | ヨーゼフ・シェッパー                    |
|                              |  | ヴィリ・マーゲル                        |
|                              |  | フェアディナント・エンベアガー          |
|                              |  | ハインリヒ・バース                      |
|                              |  | クアト・シュライナー                    |
|                              |  | ゲアハート・カウフホルト                |
|                              |  | ホースト・ブーツ                        |
|                              |  | アルバート・ヴィアシン                  |
|                              |  | ヴィルヘルム・ヴェーバー (サッカー選手) |
|                              |  | アントン・ピーカート                    |
|                              |  | ヴィリ・カイム                          |
| 監督                         |  |                                         |
| パウル・オスヴァルト         |  |                                         |

|  |  |